# زندان آیالون
زندان آیالون (انگلیسی: Ayalon Prison) (به عبری: בית סוהר איילון) که در سابق به نام زندان رمله شناخته می‌شد، یک زندان با حداکثر درجه امنیت است که در شهر رمله اسرائیل قرار دارد. این زندان توسط سازمان دولتی سرویس زندان اسرائیل مدیریت می‌شود.
زندان آیالون در سال ۱۹۵۰ افتتاح گردید و به سبک قلعه تگارت دورهٔ قیمومت بریتانیا ساخته شد. این زندان که یکی از چهار زندان کیفری با درجه امنیت بالا است تحت نظر سازمان دولتی سرویس زندان اسرائیل فعالیت می‌کند. زندان آیالون مشتمل بر ۶۲۵ سلول است که در ۱۵ شاخه، از جمله شاخه قرنطینه شده، برای نگهداری زندانیان در زندان انفرادی است. این زندان دارای یک مرکز آموزشی است که شامل شش کلاس برای تدریس آموزش ابتدایی و تعدادی کلاس برای آموزش زبان انگلیسی، رایانه و هنر می‌باشد. زندان همچنین دارای امکاناتی برای مدیتیشن، ورزش، فرزندپروری و ترک اعتیاد است، اضافه بر اینکه هشت کارخانه دارد که زندانی‌ها را به کار می‌گمارد.